# آمیبوزوا
آمیبوزوا (نام علمی: Amoebozoa) یک گروه آرایه‌شناسی بزرگ از حوزه یوکاریوت است که دارای حدود ۲٬۴۰۰ گونه است که اغلب جانداران تک‌یاخته‌ای دارای پای کاذب و میتوکندری تیوبی هستند.
تحلیل‌های ژنتیک مولکولی نشان می‌دهد آمیبوزوا یک گروه فراگیر است. بیشتر درخت‌های تبارزایی آمیبیورا را به عنوان گروه خواهر پشت‌تاژکان (کلاد بزرگ دیگری شامل قارچ و جانوران و حدود ۳۰۰ گونه تک سلولی) دسته‌بندی می‌کنند.

## جایگاه در درخت یوکاریوت‌ها
|           | آمیبوزوا                                         |
|           |                                                  |
| پشت‌تاژکان | \| \| قارچ \| \| \| \| \| \| جانوران \| \| \| \| |
|           | \| \| قارچ \| \| \| \| \| \| جانوران \| \| \| \| |
|           | قارچ                                             |
|           |                                                  |
|           | جانوران                                          |
|           |                                                  |

|  | قارچ    |
|  |         |
|  | جانوران |
|  |         |

|           | آمیبوزوا                                         |
|           |                                                  |
| پشت‌تاژکان | \| \| قارچ \| \| \| \| \| \| جانوران \| \| \| \| |
|           | \| \| قارچ \| \| \| \| \| \| جانوران \| \| \| \| |
|           | قارچ                                             |
|           |                                                  |
|           | جانوران                                          |
|           |                                                  |

|  | قارچ    |
|  |         |
|  | جانوران |
|  |         |

## فهرست گونه‌های آمیبوزوا بیماری‌زا برای انسان
- انتاموبا هیستولیتیکا
- Acanthamoeba
- Balamuthia mandrillaris
- اندولیماکس

## ویژگی‌های ریخت‌شناسی و رفتاری[۱][۲]
- حرکت و تغذیه: آمیبوزواها از طریق پاهای کاذب (Pseudopodia) حرکت و تغذیه می‌کنند. این پاهای کاذب از جریان سیتوپلاسم تشکیل می‌شوند و به آن‌ها اجازه می‌دهند ذرات غذا را به روش فاگوسیتوز بلعیده یا در محیط‌های مرطوب مانند آب و خاک حرکت کنند.
- ساختار سلولی: فاقد دیواره سلولی هستند و شکل متغیری دارند. برخی گونه‌ها مانند Chaos carolinensis اندازه‌های بزرگی (تا چند میلی‌متر) دارند .
- میتوکندری: میتوکندری آن‌ها از نوع تیوبی (لوله‌ای) است که در تنفس سلولی نقش دارد .

## نقش اکولوژیک
آمیبوزواها به عنوان مهندسان اکوسیستم در چرخه مواد مغذی خاک و آبزیان عمل می‌کنند. مطالعات نشان می‌دهند این موجودات تا ۳۰٪ از معدنی‌سازی کربن در خاک جنگلی را انجام می‌دهند و در کنترل جمعیت باکتری‌ها نقش کلیدی دارند.

## تکامل و تنوع ژنتیکی
تحلیل ژنوم‌های کامل نشان داده است آمیبوزواها دارای سیستم ترشحی نوع VI مشابه باکتری‌های گرم-منفی هستند که احتمالاً از طریق انتقال ژن افقی به دست آمده است. همچنین فسیل‌های ۷۵۰ میلیون ساله در تشکیلات لونگشان چین، قدیمی‌ترین شواهد از ریخت‌شناسی مشابه آمیبوزوا را نشان می‌دهند.

## کاربردهای پژوهشی
- مدل مطالعاتی برای بررسی مکانیسم فاگوسیتوز در سلول‌های ایمنی[۶]
- مطالعه بیماری‌های نورودژنراتیو با استفاده از گونه‌های Acanthamoeba به عنوان مدل